# Уден
Уден (на румънски: Udeni) е село в окръг Телеорман, Румъния. Селото има две части-Западна, която се нарича Сърби и Източна-Олтения.

## Население
Численост на населението според преброяванията през годините:
| Година | Население |
| 1992   | 733       |
| 2002   | 616       |
| 2011   | 542       |

### Българи
В Сърби почти всички жители имат българско самосъзнание. В Олтения жителите се смятат за румънци, но голяма част от тях са румънизирани българи. Българите в селото са от групите на градинарите и биволарите. Първата група българи идва в селото от Видинско през 18 век. Следващата вълна пристига в периода 1806 – 1816 г., мнозинството от които са от Източна България. Българският език се разбира от поколението 50 – 90 г. Активно се използва само от няколко семейства. В периода 1910 – 1920 г. в селото са живеели 700 българи от Оряховско. Днес в селото има 500 къщи и 90% от населението е от български етнически произход. Българският говор е от белослатински тип.